# 十二英里湖鎮區 (愛荷華州埃米特縣)
十二英里湖鎮區（英語：Twelve Mile Lake Township）是位於美國愛荷華州埃米特縣的一個行政鎮區。

## 地方資料
根據2010年美國人口普查的數據，十二英里湖鎮區的面積為91.17平方千米，當中陸地面積為90.29平方千米，而水域面積為0.88平方千米。當地共有人口202人，而人口密度為每平方千米2.22人。